# Platyrhacus kerri
Platyrhacus kerri är en mångfotingart som först beskrevs av Cook 1896.  Platyrhacus kerri ingår i släktet Platyrhacus och familjen Platyrhacidae. Inga underarter finns listade i Catalogue of Life.